# 페데리코 고메스
페데리코 고메스(스페인어: Federico Gomes Gerth, 2004년 3월 5일~)는 아르헨티나의 축구 선수로, 아카데미코 드 비제우와 아르헨티나 연령별 대표팀에서 골키퍼로 활동하고 있다.

## 국가대표팀 경력
2022년 FIFA 월드컵 당시 아르헨티나 대표팀과 함께 훈련할 수 있도록 선발되어 카타르에 동행했다.